# Indischer Kurznasenflughund
Der Indische oder Große Kurznasenflughund (Cynopterus sphinx) ist ein Flughund der Gattung Cynopterus, der in Südostasien verbreitet ist.

## Beschreibung
Der Indische Kurznasenflughund ist ein mittelgroßer Flughund mit einer Flügelspannweite von durchschnittlich 380 mm, einer Kopf-Rumpf-Länge von 99,1 mm und einen durchschnittlichen Gewicht von 38,5 g bei Männchen und 46,5 g bei Weibchen (sexueller Dimorphismus). Der Schwanz ist kurz (13–18 mm) und sowohl der erste als auch der zweite Finger enden in einer Klaue. Die Schnauze ist kurz und breit mit den für diese Gattung typischen röhrenförmigen Nasenlöchern.
Männchen und Weibchen unterscheiden sich in der Farbe des Kragens. Bei Weibchen ist er zimtfarben, während der des Männchens eine stärkere, olivbraune Farbe aufweist. In Indonesien ist der Kragen der Männchen orangefarben. Der Rest des Fells ist meist graubraun bis cremefarben. Die Haut der Ohren, des Gesichts und der Füße ist ein dunkles Grau mit einem leichten Lilastich.

## Lebensweise
Der Indische Kurznasenflughund ist eine relativ häufige Art. Man findet ihn in Wäldern und landwirtschaftlich geprägten Gebieten bis zu einer Höhe von 400 m. Die Art ernährt sich von Früchten, wie Feigen, Guave, Mango, Dattelpalmen und Kochbananen, sowie von verschiedenen Blüten. Der Indische Kurznasenflughund ist ein agiler Flieger, welcher Nektar, Blüten und Früchte fressen kann, ohne landen zu müssen. Dabei werden transportierbare Früchte oft gepflückt und an einem Futterplatz in einiger Entfernung gefressen. Seine Ernährungsweise macht den Indischen Kurznasenflughund damit zu einem wichtigen Bestäuber und Samenverbreiter.
Obwohl der Indische Kurznasenflughund Ultraschall in der Frequenz zwischen 12 und 16 kHz hören kann, benutzt er bei der Orientierung im Gegensatz zu anderen Fledertieren keine Echoortungsrufe.
Der Indische Kurznasenflughund bildet Gruppen von bis zu 20 Tieren in Baumhöhlen und im Blätterdach verschiedener Bäume, sowie manchmal auch an Gebäuden, in Höhlen und Ruinen. Der Indische Kurznasenflughund gehört wie die meisten Vertreter der Gattung Cynopterus zu den einzig bekannten Flughunden, welche Blätter so modifizieren, dass eine zeltartige Struktur entsteht, unter der die Tiere Schutz finden. Dabei nagen die Männchen die Mittelrippe der Blätter von Palmen, Annonengewächsen und Bananen so an, dass das Blatt in sich zusammenfällt. Je nach Baumart dauert die Konstruktion eines Zelts bis zu 50 Tage. Man nimmt an, dass die Weibchen innerhalb einer Gruppe den Harem des Männchens bilden, welches das Zelt gebaut hat. Die Männchen können dadurch sicherstellen, dass sie die Väter der Jungtiere sind.

## Fortpflanzung
Die Weibchen kommen zweimal pro Jahr in den Östrus. Die Paarung findet im Oktober und November sowie im Februar und März nach der Geburt statt. Die Tragezeit beträgt jeweils 115 bis 125 Tage. Die Geburt findet im Februar und März sowie im Juni und Juli statt, wobei meistens ein einzelnes Jungtier zur Welt gebracht wird. Die Tiere können somit bereits wieder trächtig sein, während sie noch das vorangehende Jungtier säugen. Neugeborene wiegen im Schnitt 11 g, gewinnen aber schnell an Gewicht. Nach 45 bis 50 Tagen sind sie bereits 35 g schwer und unabhängig von der Mutter. Die volle Körpergröße erreichen die Tiere im Alter von zwei Monaten. Weibchen erreichen die Geschlechtsreife früher als Männchen und können bereits im Alter von 5 Monaten erstmals trächtig werden. Männchen werden erst im Alter von 15 bis 20 Monaten geschlechtsreif.
Untersuchungen haben gezeigt, dass Indische Kurznasenflughunde Fellatio praktizieren. Forscher vermuten, dass damit der Geschlechtsakt verlängert werden kann.

## Verbreitung und Lebensraum

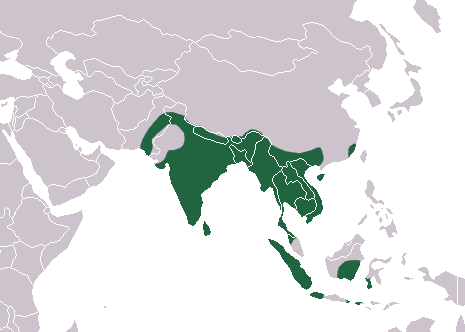
Verbreitungsgebiet des Indischen Kurznasenflughundes

Der Indische Kurznasenflughund ist von Pakistan über Süd- und Südostasien bis Zentralindonesien und der Südküste Chinas verbreitet. In China kommt die Art in den südlichen Provinzen Guangxi, Yunnan, Hainan, Guangdong, Hongkong und Fujian im Süden des Landes vor, eventuell dringt sie bis in den Süden Tibets vor. In Indonesien ist der Flughund heimisch auf ganz Sumatra, auf den Mentawai-Inseln, im Westen von Java, im Süden Borneos und Sulawesis sowie auf Bali und Sumbawa Besar. 1968 registrierte man die Art auch auf Timor.

## Bedrohung und Schutz
Die Bestandssituation des Indischer Kurznasenflughund wurde 2019 in der Roten Liste gefährdeter Arten der IUCN aufgrund der weiten Verbreitung und  zunehmenden Populationsgrößen als „Least Concern (LC)“ = „nicht gefährdet“ eingestuft. In manchen Gebieten wird die Art als Schädling angesehen oder ihr medizinischer Nutzen zugeschrieben, weswegen sie lokal gejagt wird.